# 신데렐라: 마법 반지의 비밀
《신데렐라: 마법 반지의 비밀》(영어: Cinderella and The Secret Prince)은 2018년에 개봉한 미국의 판타지, 모험, 애니메이션 영화이다. 린 사우더랜드가 감독을, 프란시스 글레바가 각본을 맡았다. 대한민국에서는 2019년 2월 20일에 개봉되었다.

## 줄거리
“주문을 풀 수 있는 반지가 마법의 숲에 있어!” 새 어머니와 두 언니들의 구박에도 늘 씩씩하고 당찬 신데렐라는 왕궁 무도회에 가보고 싶다는 생쥐 친구들의 소원을 들어주기 위해 무도회 참석을 결정하지만 누더기 옷 때문에 고민에 빠지고 꼬꼬마 마법사 크리스탈을 찾아가 도움을 청한다. 이에 마법사 크리스탈은 신데렐라를 아름답게 치장하고, 생쥐 친구들을 화려한 황금 마차를 모는 멋진 말들로 변신시키는데...
화려한 폭죽과 함께 시작된 왕궁 무도회. 모두의 시선을 한눈에 사로잡을 만큼 우아하고 아름다운 여인으로 변신한 신데렐라는 왕자와 춤을 추며 무도회를 빛낸다. 그러던 중 휴식을 위해 무도회장에서 잠시 벗어나 있던 신데렐라는 우연히 진짜 왕자는 마녀의 주문에 걸려 있고, 이 왕자를 구하기 위해서는 요정의 책에 전해 내려오는 전설 속 마법 반지가 필요하다는 사실을 알게 된다.
진짜 왕자를 구하기 위해 무시무시한 괴물과 위험이 가득한 마법의 숲으로 환상적인 모험을 시작하는 신데렐라와 친구들. 신데렐라와 친구들은 과연 위험천만한 그곳에서 사악한 마녀의 방해를 물리치고, 전설 속 마법 반지를 찾아 진짜 왕자를 구할 수 있을까?

## 출연진
- 카산드라 리 모리스 - 엘라 목소리 역
- 크리스 니오시 - 알렉스 목소리 역
- R. 마틴 클라인 - 매니 목소리 역
- 토니 애졸리노 - 월트 목소리 역
- 커스틴 데이 - 크리스탈 목소리 역
- 웬디 리 - 마녀 목소리 역
- 스티븐 멘델 - 올라프 목소리 역
- 테렌스 스톤 - 이글스 목소리 역
- 스테파니 샌디츠 - 마녀 / 계모 목소리 역

-국내 성우
- 사문영 - 엘라 목소리 역
- 김혜성 - 알렉스 목소리 역
- 남도형 - 매니 목소리 역
- 시영준 - 월트 목소리 역
- 김경희 - 크리스탈 목소리 역
- 민아 - 마녀 목소리 역
- 탁원정 - 올라프 목소리 역